# Ambia decoralis
Ambia decoralis là một loài bướm đêm trong họ Crambidae.